# Clara Benson

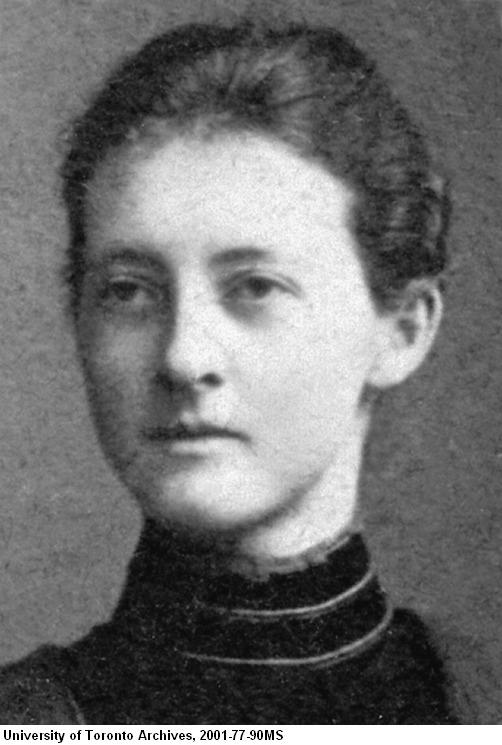
Clara Cynthia Benson

Clara Cynthia Benson (* 5. Juni 1875 in Port Hope (Ontario), Kanada; † 24. März 1964 ebenda) war eine kanadische Chemikerin und Hochschullehrerin.  Sie war die einzige weibliche Gründerin der American Society for Biological Chemistry (jetzt American Society for Biochemistry and Molecular Biology (ASBMB)) und eine der ersten beiden Frauen, die an der University of Toronto promovierte.

## Leben und Werk
Benson war eines der drei gemeinsamen Kinder von Laura Abigall und dem verwitweten Anwalt Thomas Moore Benson, der zwei Töchter aus seiner ersten Ehe hatte. Sie besuchte die Port Hope High School und ab 1895 das University College der University of Toronto, um Chemie, Mathematik und Physik zu studieren. 1894 hatte das College erstmals Frauen aufgenommen, obwohl diese keinen Zugang in die Lesesäle und zu den Bibliothekskatalogen bekamen. 1899 erhielt Benson als erste Frau einen Bachelor of Arts in Chemie an der University of Toronto. Sie promovierte dort 1903 ebenso wie die Philosophiestudentin Emma Baker als eine der ersten beiden Frauen.
In ihrer Dissertation The Rates of the Reactions in Solutions Containing Ferrous Sulphate, Potassium Iodide, and Chromic Acid unter der Leitung von William Lash Miller untersuchte sie die Reaktionsgeschwindigkeiten von anorganischen Salzlösungen. Diese Arbeit wurde im Mai 1903 im Journal of Physical Chemistry veröffentlicht. Ihr 1902 veröffentlichter Artikel The Rate of Oxidation of Ferrous Salts by Chromic Acid machte sie möglicherweise nach Marie Curie zur zweiten weiblichen Autorin im Journal of Physical Chemistry.
Von 1905 bis 1906 war sie Dozentin für physiologische Chemie an der Fakultät der Lillian Massey School of Domestic Science der University of Toronto. 1906 wurde sie als außerordentliche Professorin an die neu geschaffene Fakultät für Haushaltswissenschaften berufen und baute den Studiengang Lebensmittelchemie aus. 1926 wurde sie zur ordentlichen Professorin und Leiterin des Instituts für Lebensmittelchemie befördert. 1945 ging sie als emeritierte Professorin in den Ruhestand.
Ab 1915 führte sie Sommerstudien an der St. Andrews Biological Station durch, um die Chemie von Meeresfrüchten zu untersuchen.  Auf Anfrage des  Kanadischen Ministry of Marine and Fisheries, das die Nachfrage der Verbraucher nach Fisch zu steigern versuchte, arbeitete sie mit einer Gruppe von Lebensmittelwissenschaftlern von kanadischen Universitäten an der Verbesserung der Fischzubereitungsmethoden. Während des Ersten Weltkriegs entwickelte und organisierte sie einen Lehrgang zur Anpassung lebensmittelchemischer Analysetechniken an Sprengstoffen.  Sie entdeckte, dass Sprengstoffe auf die gleiche Weise wie die Chemie von Lebensmitteln analysiert werden können.
Sie war die einzige weibliche Gründerin der American Society for Biological Chemistry (jetzt American Society for Biochemistry and Molecular Biology (ASBMB)), als diese im Dezember 1906 gegründet wurde.
Benson war am Aufbau des weiblichen Leichtathletikprogramms der University of Toronto beteiligt und war von 1921 bis zu ihrer Pensionierung Präsidentin der Women’s Athletic Association. Das 1959 eröffnete Clara Benson-Gebäude wurde ihr zu Ehren benannt und diente als Teil der Leichtathletikanlage der Universität.
Benson kehrte nach ihrer Pensionierung 1945 nach Port Hope zurück, wo sie im Alter von 89 Jahren starb.

## Ehrungen
- 1919 wurde sie zum Fellow des Canadian Institute of Chemistry gewählt, durfte aber als Frau 1920 nicht an dem jährlichen Dinner teilnehmen.
- Sie wurde in den 1920er Jahren in American Men in Science aufgeführt.
- 1950 gründeten die University of Toronto Household Science Alumnae ihr zu Ehren ein Stipendium.
- 1992 gründete die Canadian Society of Chemistry den Clara Benson Award.
- 2003 feierte die University of Toronto das 100-jährige Jubiläum ihrer Doktorarbeit.

## Veröffentlichungen (Auswahl)
- The Rates of the Reactions in Solutions Containing Ferrous Sulphate, Potassium Iodide, and Chromic Acid. The Journal of Physical Chemistry 7 (5), 1902, S.  356–388.
- The Rate of Oxidation of Ferrous Salts by Chromic Acid. The Journal of Physical Chemistry 7 (1), 1902, S. 1–14.
- The Composition of the Surface Layers of Aqueous Amyl Alcohol. The Journal of Physical Chemistry 7 (7):, 1902, S. 532–536.
- mit A. B. Macallum: On the Composition of Dilute Renal Excretions. Journal of Biological Chemistry 6 (2), 1909, S. 87–104.